# Vi presento i nostri
Vi presento i nostri (Little Fockers) è un film del 2010 diretto da Paul Weitz. È il sequel di Ti presento i miei (2000) e Mi presenti i tuoi? (2004). Il titolo in originale riprende il Meet the Fockers del secondo capitolo.
A giugno 2025 è stato annunciato un quarto capitolo in uscita il 26 novembre 2026.

## Trama
Greg Fotter e la moglie Pam sono felicemente sposati e da poco genitori di due gemelli: Samantha e Harry. Entrambi sono troppo presi dal lavoro e dai lavori per la nuova casa, inoltre Greg è diventato un uomo in carriera, tanto che Andi Garcia, una giovane e avvenente rappresentate farmaceutica, gli chiede di fargli da testimonial per un nuovo farmaco contro la disfunzione erettile chiamato Sustengo. La coppia deve anche trovare una scuola per i gemelli, e una scelta papabile è l'istituto privato di alto livello chiamato "Scuola dei piccoli umani". Samantha è amante degli sport e sembra essere più intelligente di Harry, il quale ha difficoltà a farsi degli amici a scuola ed è più basso della gemella: il suo unico amico è una lucertola di nome Arthur (che ricorda al nonno un'orrenda esperienza in Vietnam), inoltre porta ancora il pannolino.
Intanto Jack sta facendo delle analisi genealogiche sui Byrnes, ma è irato con suo genero Bob, che ha tradito la figlia Debbie con un'infermiera: i due sono ufficialmente separati. Questo gli fa sfiorare l'infarto, così sente il bisogno di designare un nuovo capofamiglia, e la sua scelta ricade su Greg, che chiama "Don Fotter", al quale confida anche dell'infarto. Jack è perentorio nella necessità che il "Don Fotter" abbia per la propria discendenza una casa sicura, un'ottima istruzione e finanze solide.
Roz ha iniziato un programma televisivo sulla sessualità e Bernie è in Spagna a imparare il flamenco. Greg ha superato l'ex relazione di Pam con Kevin, e sono diventati buoni amici: Kevin si è completamente immerso nello spiritualismo e nella medicina orientale.
Jack e Dina arrivano a Chicago per partecipare al quinto compleanno dei gemelli. Arriva anche Kevin, appena reduce da una rottura e pare sia nuovamente interessato a Pam. Saputo degli interessi verso la "Scuola dei piccoli umani", si propone per mettere una buona parola per i bambini agli occhi di Prudence, la direttrice.
Greg cerca di impressionare Jack per meritarsi il titolo di "Don Fotter": i due visitano la scuola, che è di altissimo livello, e quindi costosissima. Gli operai nella casa in costruzione bivaccano e i lavori sono a rilento, Greg non riesce a farsi valere col capocantiere e Kevin arriva in soccorso offrendo una sua multiproprietà con un enorme giardino. Greg inizia a non fare una bell'impressione agli occhi di Jack per il titolo di "Don Fotter".
Per guadagnare più soldi e pagare la Scuola, Greg decide di accettare l'invito a parlare al convegno per il Sustengo (che si terrà in un albergo), e ne parla con Pam. Samantha ascolta la conversazione telefonica fraintendendo tutto e raccontandolo al nonno: Jack arriva a pensare che Greg stia per tradire Pam con la rappresentante Andi all'albergo, così tenta di pedinarlo, tuttavia fallendo.
Greg va al convegno e Andi, per fare ingelosire un ex ragazzo, si scatta una foto con lui, che caricherà sulla sua pagina MySpace. Al convegno Greg incontra Bob, l'ex cognato, che rivela di sentirsi molto più libero ora che non ha più il giogo dell'ex suocero, ridicolizzando l'idea di Jack di chiamarlo "Don Bob": Greg si sente la seconda scelta di Jack. Intanto questo torna a casa e prende una pastiglia di Sustengo per fare sesso con Dina, ma arriva a pensare che le pastiglie servano a Greg che intanto ritorna a casa e ritrova Jack in preda a un'allegia causata dal farmaco ed è costretto a fargli una siringa di instamina nelle parti basse facendo però scandalizzare Harry che intanto aveva osservato la scena.
Il giorno dopo Jack cerca informazioni su Andi Garcia su Internet, trovando la sua pagina MySpace e fraintendendo tutto. Intanto Kevin continua a fare un'ottima figura verso Jack, mostrando l'immensa multiproprietà e facendo accedere Samantha e Harry alla scuola tramite la sua conoscenza della direttrice.
Durante la visita si palesano le superiori capacità intellettive di Samantha rispetto a Harry, e Jack inizia a pensare che lei sia "più Byrnes" e lui "più Fotter". Jack cerca di convincere Pam a lasciare Greg per Kevin, così Greg, in preda all'ira, rivela a tutti dell'attacco cardiaco del suocero e passa una notte da solo nella casa in costruzione. Viene però raggiunto da Andi che si ubriaca e tenta di sedurlo, ma vengono visti da Jack, che voleva chiedere scusa al genero e fraintendendo la scena. Andi praticamente assale Greg e svengono in una buca nel terreno.
Il mattino dopo arriva Bernie e porta Greg alla festa assieme alla lucertola Arthur, tutta organizzata da Kevin ed estremamente esagerata, alla quale partecipa anche Roz e Kevin fa recapitare Sfigatto. Mentre Kevin si dimena su un palo da trapezista, osserva i quattro Fotter felici abbracciarsi e, sfogandosi con Roz capisce di dover cercare l'anima gemella: fraintendendo le intenzioni benevole della donna, la bacia, proprio mentre arriva Bernie che lo sgrida.
Greg chiede scusa a Jack che però lo prende a pugni: i due iniziano a lottare, mentre Greg giura che non ci sia stato niente con Andi. Jack ha un altro attacco di cuore, mentre Sfigatto quasi mangia Arthur (che verrà poi salvato da Greg) viene chiamata l'ambulanza e qui Jack dichiara di aver capito dalle sue pulsazioni che il genero dice la verità ed è innocente: finalmente ammette che Greg è il Don Fotter.
Quattro mesi più tardi è Natale e tutti gli otto protagonisti sono riuniti in casa Fotter. Qui Bernie e Roz dichiarano di volersi trasferire a Chicago, inoltre hanno scoperto che Jack ha ascendenze ebraiche.
Nell'ultima scena si vede Jack alle prese con google, scoprendo su YouTube il video del discorso di Greg, in cui parla della sua esperienza col suocero.

## Produzione
La produzione del film è iniziata nel luglio 2009.
Il 28 gennaio 2010, la data di uscita del film è stata rinviata al 22 dicembre 2010, precisamente sei anni dopo l'uscita del secondo episodio. Il primo trailer ufficiale del film è uscito il 24 giugno 2010.
Inizialmente escluso dal progetto, Dustin Hoffman ritorna nel ruolo del padre di Greg. L'attore appare in scene aggiuntive che sono state girate a settembre 2010.

## Distribuzione
Il film è uscito negli Stati Uniti il 22 dicembre 2010, mentre in Italia il 14 gennaio 2011.

## Curiosità
- Dovendo scegliere un suo successore come "capofamiglia" Jack enfatizza la sua decisione facendo riferimento al film cult Il Padrino (The Godfather in inglese), giocando con il nome dei generi: infatti Bob sarebbe stato "The Bobfather", successivamente dovendo scegliere Greg, questi diventa "The Godfocker". I giochi di parole si perdono nella traduzione italiana, resi come "Don Bob" e "Don Fotter".
- La scena nella vasca delle palline in cui Jack Byrnes si muove sotto la superficie e Gay Fotter non riesce ad individuarlo, è un chiaro riferimento al film Lo squalo nella scena sulla spiaggia durante l'attacco al bambino sul materassino. La telecamera effettua un effetto vertigo sul volto terrorizzato di Ben Stiller, come venne fatto con il volto del capo della polizia nel film Lo squalo, mentre urla "tutti fuori dalla vasca delle palline" con una musica simile.

## Box office
Gli incassi raggiunsero i 310 milioni di dollari nel mondo, su un budget di 100 milioni.

## Critica
La critica fu piuttosto severa. Secondo Metacritic il film detiene uno score di 27/100.

## Riconoscimenti
- 2010 - Razzie Awards[6][7]
  - Peggior attrice non protagonista a Jessica Alba
  - Nomination Peggior attrice non protagonista a Barbra Streisand
  - Nomination Peggiore sceneggiatura a Larry Stuckey e John Hamburg
- 2011 - Teen Choice Awards
  - Nomination Miglior film commedia
- 2011 - ASCAP Award
  - Top Box Office Films a Stephen Trask
- 2011 - Young Artist Awards
  - Miglior attore giovane non protagonista 10 anni o meno a Colin Baiocchi
- 2010 - Alliance of Women Film Journalists
  - Nomination Film più atteso
- 2011 - Russian National Movie Awards
  - Nomination Miglior film commedia straniero